# Butlla del papa Formós
La butlla del papa Formós és una butlla papal de papir de l'any 891/892 atorgada pel papa Formós a petició de Servus Dei, llavors bisbe de Girona, que anà a Roma a demanar-la. A la butlla s'hi confirma la Seu de Santa Maria de Girona com a propietària de tots els béns i drets concedits anteriorment pels reis francs.
El papir mesura 157 per 31 cm i es conserva i s'exposa actualment al Museu del Tresor de la Catedral de Girona. En falta un tros de la part inferior, cosa que fa que no pugui ser datada amb exactitud.